# Bataille de Ridaniya
La bataille de Ridaniya fut livrée le 22 janvier 1517 en Égypte, près du Caire. L'armée ottomane du sultan Sélim Ier y battit de façon décisive celle des Mamelouks, commandée par le sultan Al-Achraf Tuman Bay. À la suite de cette victoire, les Ottomans s'emparèrent du Caire, Al-Achraf fut pendu, et l'Égypte passa sous le contrôle de l'Empire ottoman, contrôle qu'ils exercèrent pendant près de trois siècles, jusqu'à la campagne d'Égypte de Napoléon Bonaparte, puis l'arrivée au pouvoir de Méhémet Ali qui, bien que théoriquement vassal des Ottomans, établit sa propre dynastie.